# Santa Teresa (Yahualica)
Santa Teresa	 es una localidad de México localizada en el municipio de Yahualica en el estado de Hidalgo.

## Geografía
Se encuentra en la región geográfica de la Huasteca hidalguense, le corresponden las coordenadas geográficas 20° 53’ 25.811” de latitud norte y 98° 23’ 0.782” de longitud oeste, con una altitud de 300 m s. n. m. En cuanto a fisiografía se encuentra en la provincia de la Sierra Madre Oriental, dentro de la subprovincia del Carso Huasteco; su terreno es de sierra. En lo que respecta a la hidrografía se encuentra posicionado en la región del Pánuco, dentro de la cuenca del río Moctezuma, y dentro de las subcuenca del río Los Hules. Cuenta con un clima semicálido húmedo con lluvias todo el año.

## Demografía
En 2020 registró una población de 4941 personas, lo que corresponde al 20.03 % de la población municipal. De los cuales 2468 son hombres y 2473 son mujeres.
| Gráfica de evolución demográfica de Santa Teresa entre 1900 y 2020                           |
|                                                                                              |
| Población de los censos y conteos del Instituto Nacional de Estadística y Geografía (INEGI). |